# Alcantara (Cebu)
Alcantara (Bayan ng Alcantara) är en kommun i Filippinerna. Kommunen tillhör provinsen Cebu och ligger på ön med samma namn. Folkmängden uppgår till 11 532 invånare.
Alcantara indelas i 9 barangayer.

## Bildgalleri

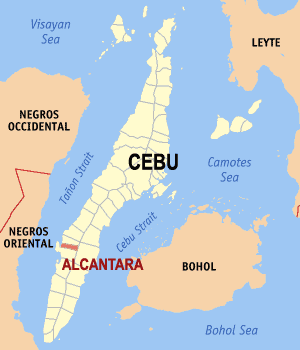
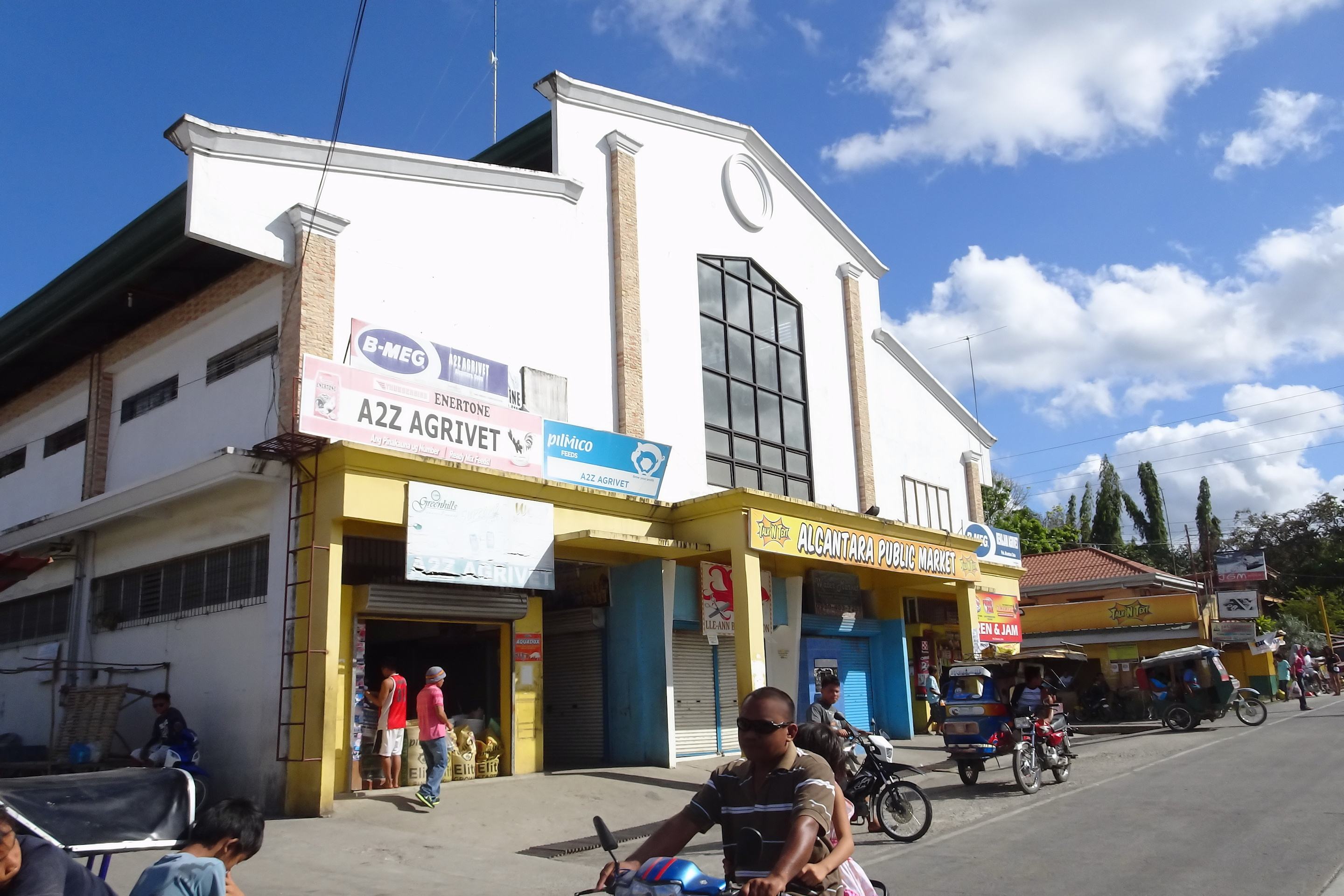